# Catopsilia pomona
Catopsilia pomona  (лат.) — вид чешуекрылых насекомых из семейства белянок. Распространён в Индии, Японии, Таиланде и Австралии (Квинсленд, Южная Австралия и Виктория). Бабочки встречаются круглый год, на различных биотопах — на открытых пространствах во вторичных лесах, на речных берегах, на открытых травянистых местностях и даже в жарких пустынях Австралии. В Малайзии встречаются на высоте до 800 метров над уровнем моря.

## Описание
Размах крыльев имаго 60 мм. Передние крылья самцов с передней стороны белые с чёрными кончиками, с обратной — грязно-белые с тёмно-оранжевым рисунком. Передние крылья самок с передней стороны бледно-жёлтые с чёрными точками и краями.
Гусеницы зелёные с тёмными боковыми полосами; голова серо-зелёная с чёрными точками.

## Экология

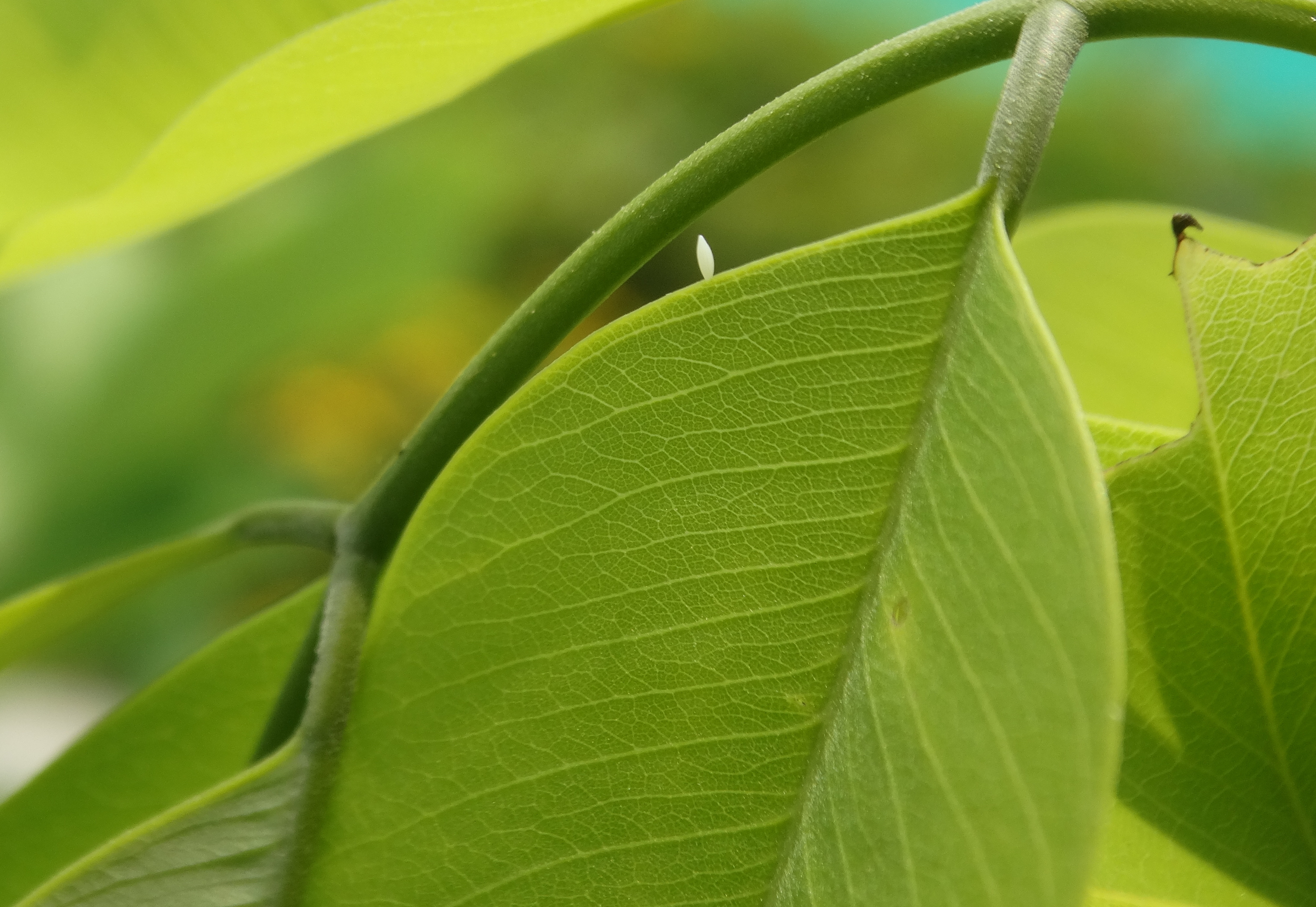
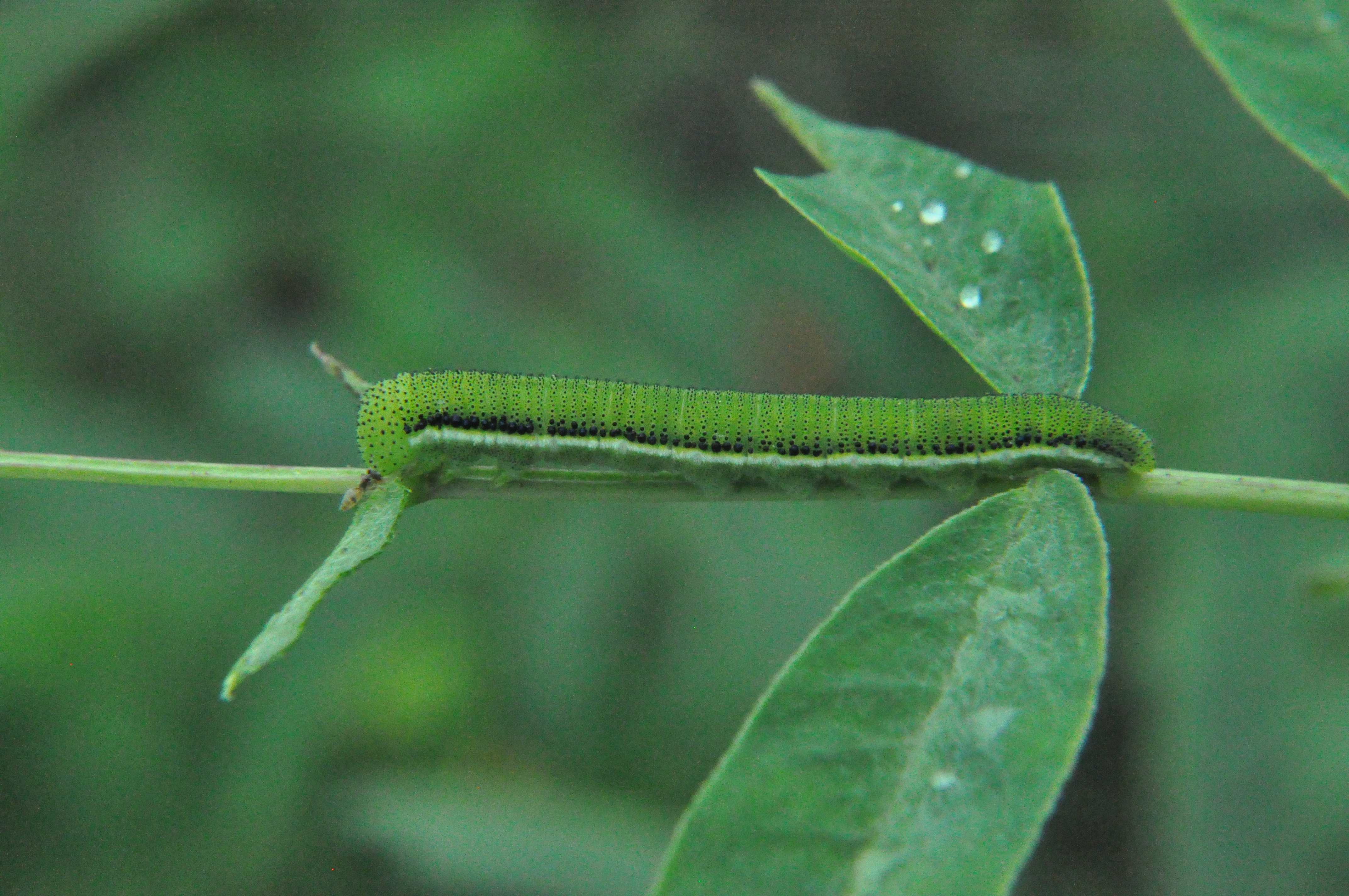
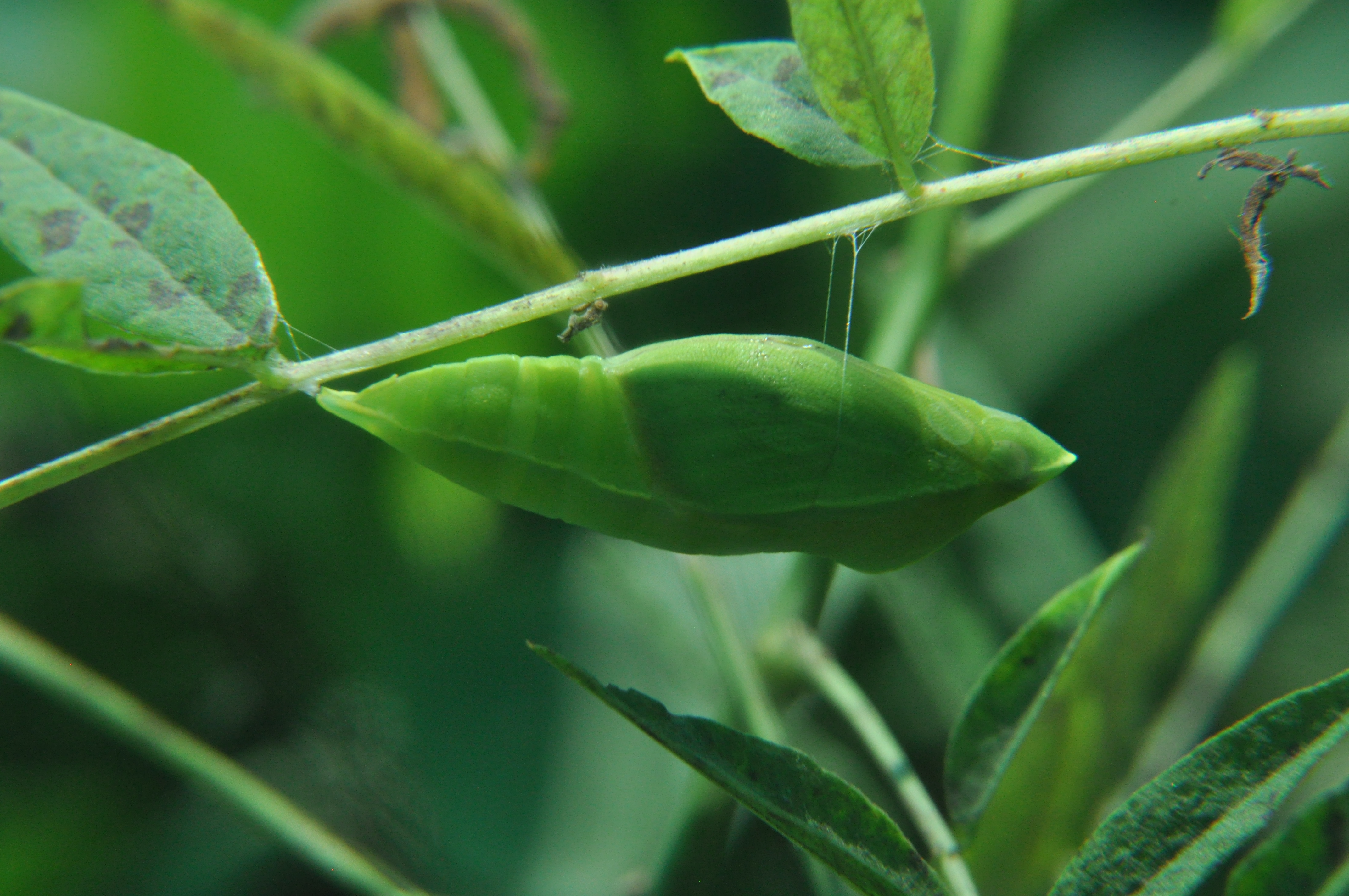
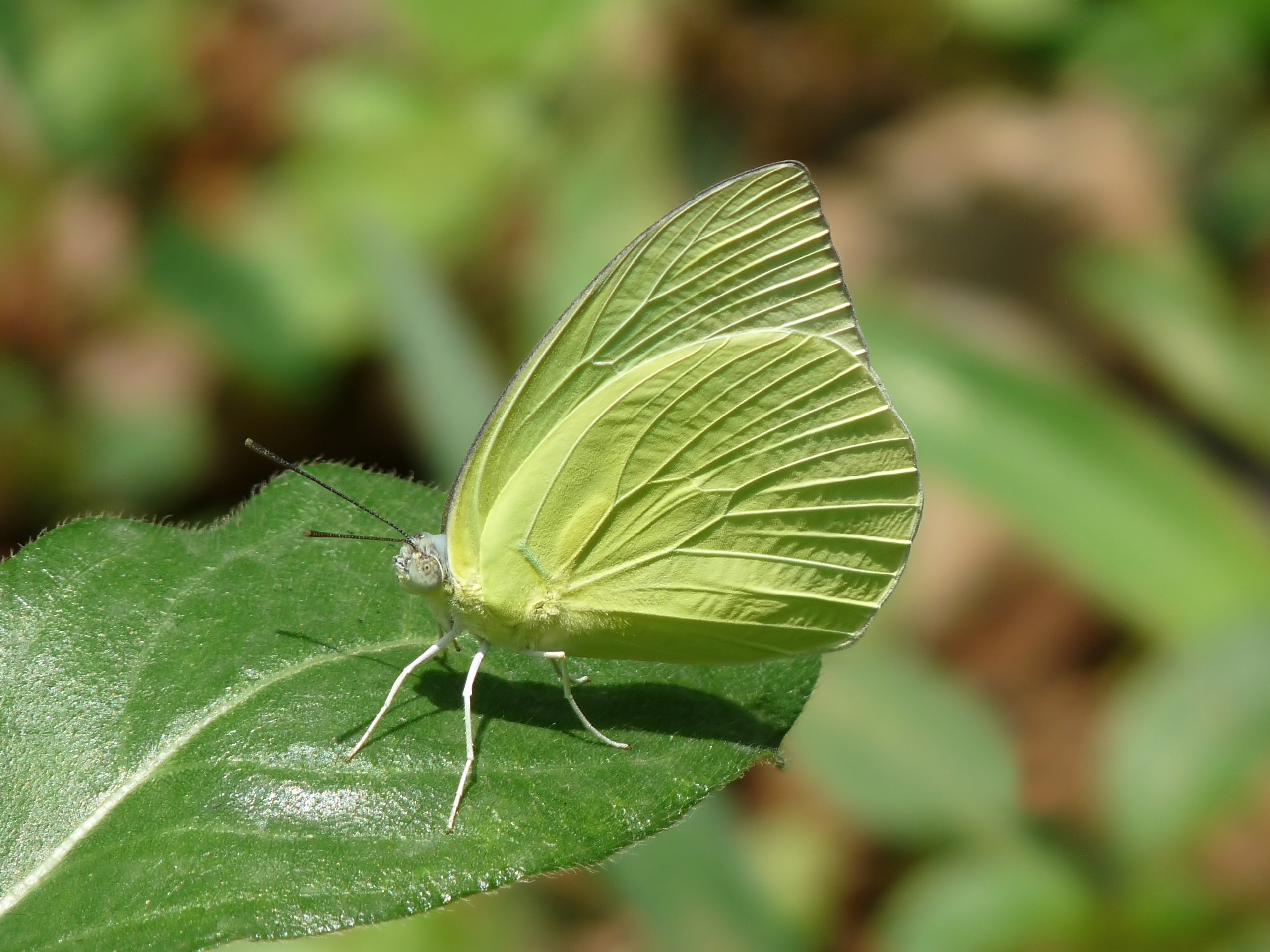

Гусеницы питаются на различных представителях семейства цезальпиниевых (Cassia brewsteri, Cassia javanica, Cassia tomentella, Senna alata, Senna coronilloides, Senna magnifolia, Senna marksiana, Senna odorata, Senna pleurocarpa, Senna queenslandica, Senna venusta, Cassia didymobotrya, Cassia fistula и Senna siamea). Гусеницы отдыхают на стержневой жилке листа, на которой при этом их трудно различить. Куколок также трудно различить на растении из-за их формы, напоминающей лист растения. Бабочки посещают цветки Lantana, Jatropha и Catunaregam.